# Julien Capron
Pour les articles homonymes, voir Capron.
 (mars 2017).
Julien Capron, né en 1977 à Paris, est un romancier et scénariste français de romans noirs et de pièces de théâtre.

## Biographies
Père avocat. Classes préparatoires hypokhâgne et khâgne à Versailles, faculté de Lettres, école de journalisme de Strasbourg, stage à Libération et succession de CDD à France 3 et autres.
Scénariste, il a fait vivre plusieurs textes de fiction et de théâtre, notamment auprès de la Troupe les Caractères, puis a travaillé pour des maisons de production télévisée et de grandes entreprises. Il donne des cours d'écriture et de critique littéraire à Sciences-po depuis 2007.

## Scénarios
- série télévisée Jézabel.
- série télévisée Bridges 2012.
- série télévisée Skam France.

## Ses ouvrages
- 2007 : Amende honorable (roman politico-policier), éd. Flammarion, 659 pages. Dans une République fictive, le roman traite des sujets de fond comme la justice et ses valeurs.
- 2011 : Match aller (roman policier), éd. J'ai lu, 727 pages. Un diptyque sur le sport pro et le rugby.
- 2012 : Match retour (roman policier), éd. J'ai lu, 784 pages.
- 2012 : Trois fois le loyer, éd. Flammarion, 380 pages. La difficile quête d’un jeune couple "bobo" pour se loger à Paris et sa participation à un tournoi de poker pour gagner un logement.
- 2017 : Mise à Jour (thriller), éd. du Seuil, 224 pages.

## Prix
- Prix Sport Scriptum 2009 pour Match Aller.
- Lauréat 2012 de la Bourse Beaumarchais-SACD-Orange, catégorie Formats innovants